# Monastère de Santa Ana (Barcelone)
Le monastère de Santa Ana de Barcelone est une église et un ancien monastère avec cloître et salle capitulaire remontant au XIIe siècle, et situé rue de Santa Ana, près de la place de Catalogne. L'ensemble donne son nom au quartier de Santa Ana, faisant partie du Quartier Gothique. L'église romane a été déclarée monument national en 1881 et a été déclarée Bien culturel d'Intérêt National,.

## Histoire
L'Ordre des Chanoines Réguliers du Saint Sépulcre a envoyé en 1141 quelques moines, dirigés par Guerau, avec l'objectif de s'établir à Barcelone et dans le reste de la péninsule ibérique. En 1145 il déjà y a mention du premier prieur (Bernardo), ancien chanoine de la cathédrale de Barcelone, qui a été responsable du nouveau monastère barcelonais, Guerau étant alors prieur général pour toute la péninsule.
Ils se sont initialement établis dans une église située près la cathédrale et ont commencé à enregistrer des donations en faveur de la communauté. La construction d'une nouvelle église à l'emplacement actuel a débuté en 1177. En 1215 une bulle du pape Innocent III a confirmé les propriétés du monastère. En décembre 1194 Alphonse II d'Aragon a donné à l'Ordre les actuels territoires communaux de Palafrugell et Mont-ras.
Le monastère a accueilli les Cours de Barcelone de 1493 convoquées par le roi Ferdinand II d'Aragon.
La paroisse de Santa Ana a été créée en 1822. Postérieurement, en 1936, au début de la Guerre Civile un incendie a détruit le dôme, qui a ensuite été reconstruit avec un revêtement de brique.

## Architecture

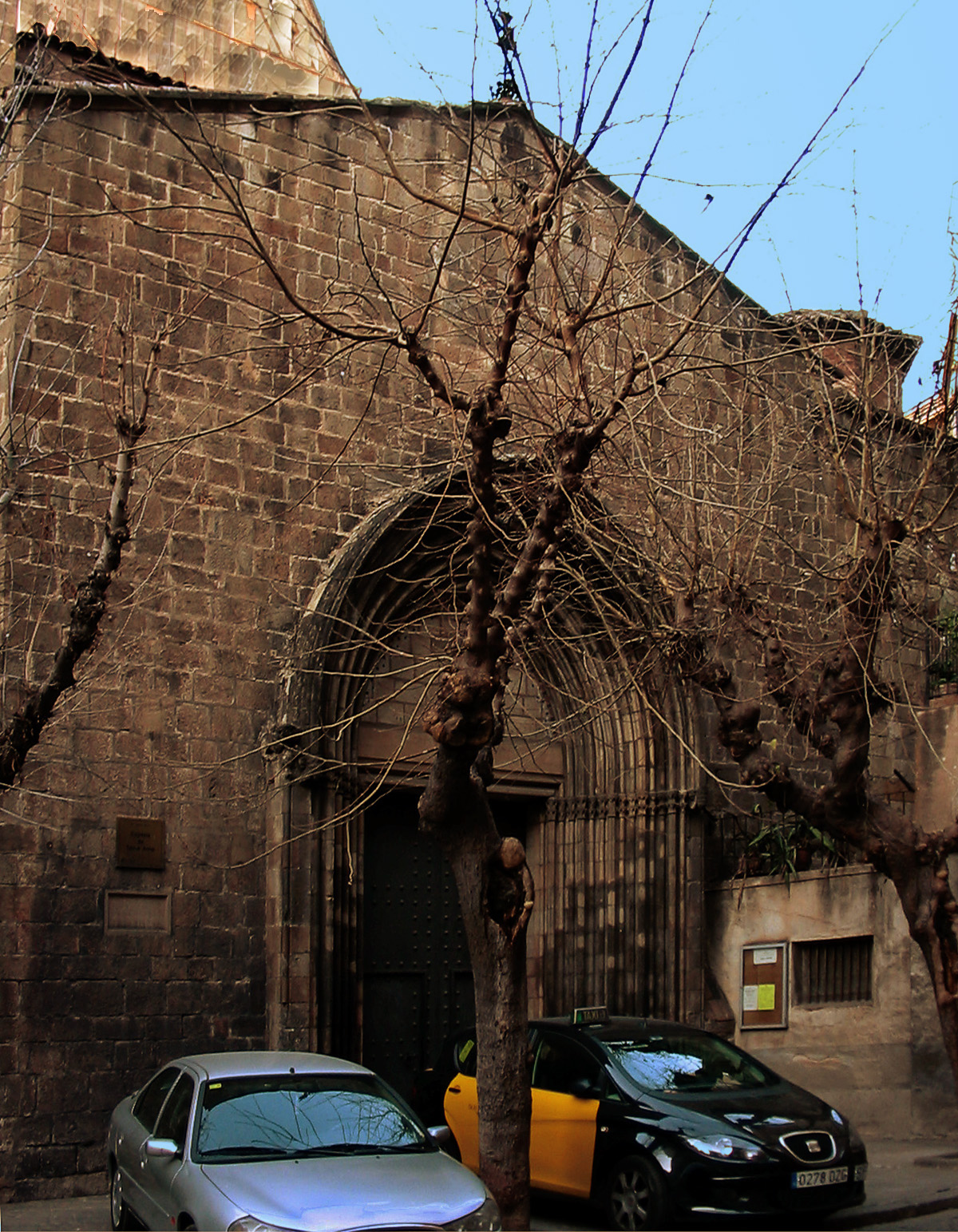
Portail de Santa Ana de Barcelone.

La construction de l'église remonte au XIIe siècle, pendant la période romane. La construction s'est poursuivi pendant les trois suivants siècles, déjà en style gothique.

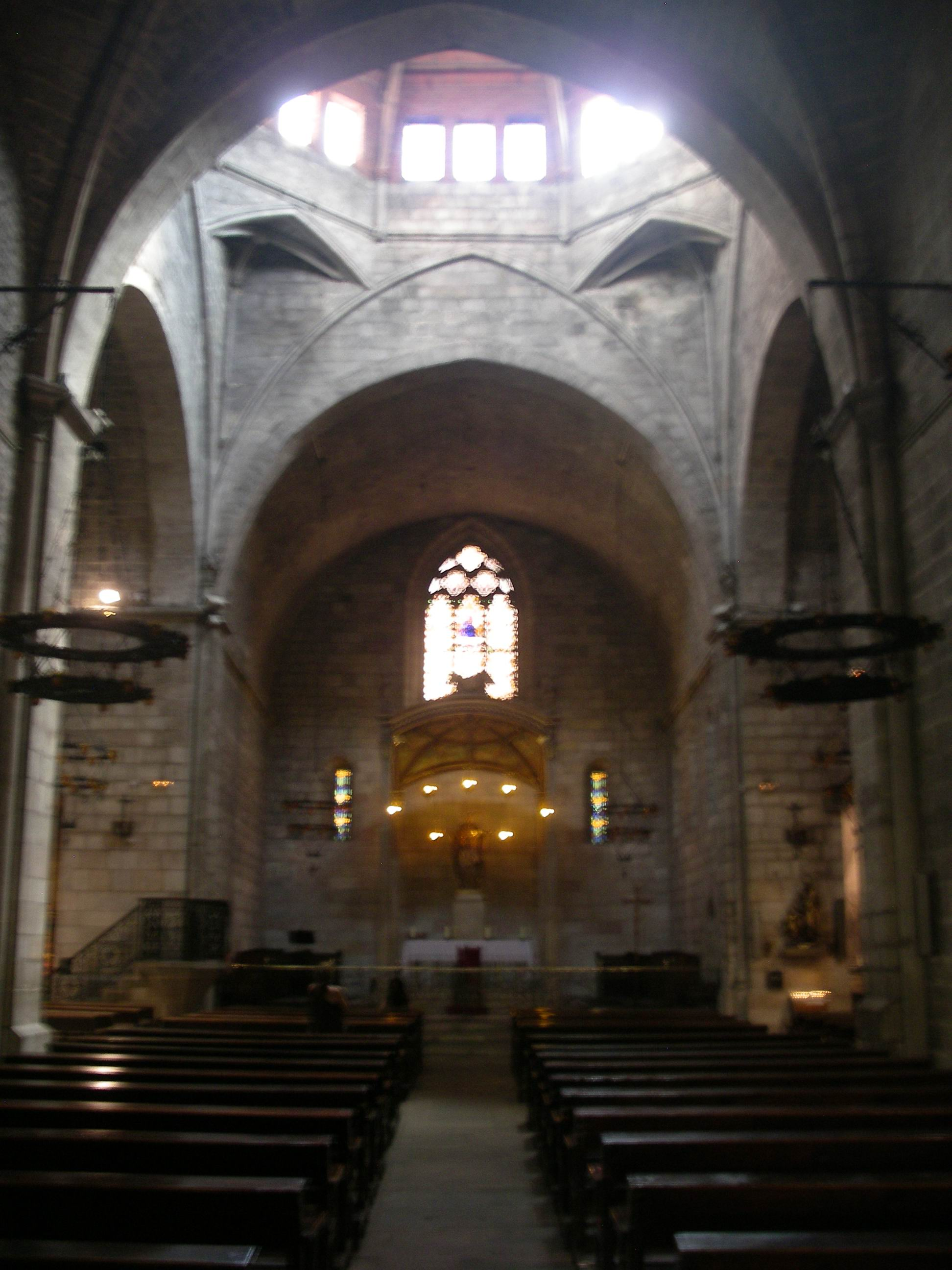
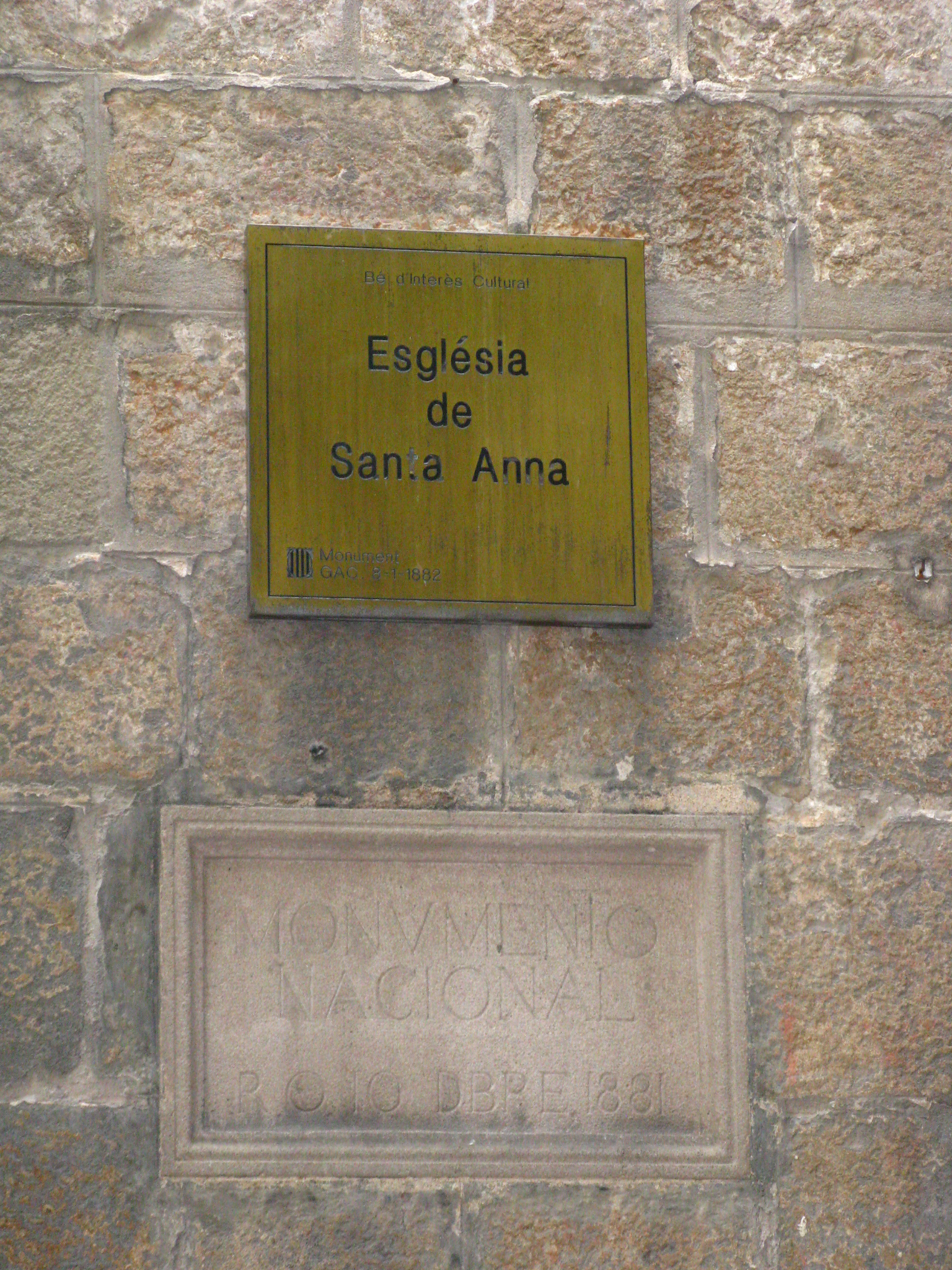
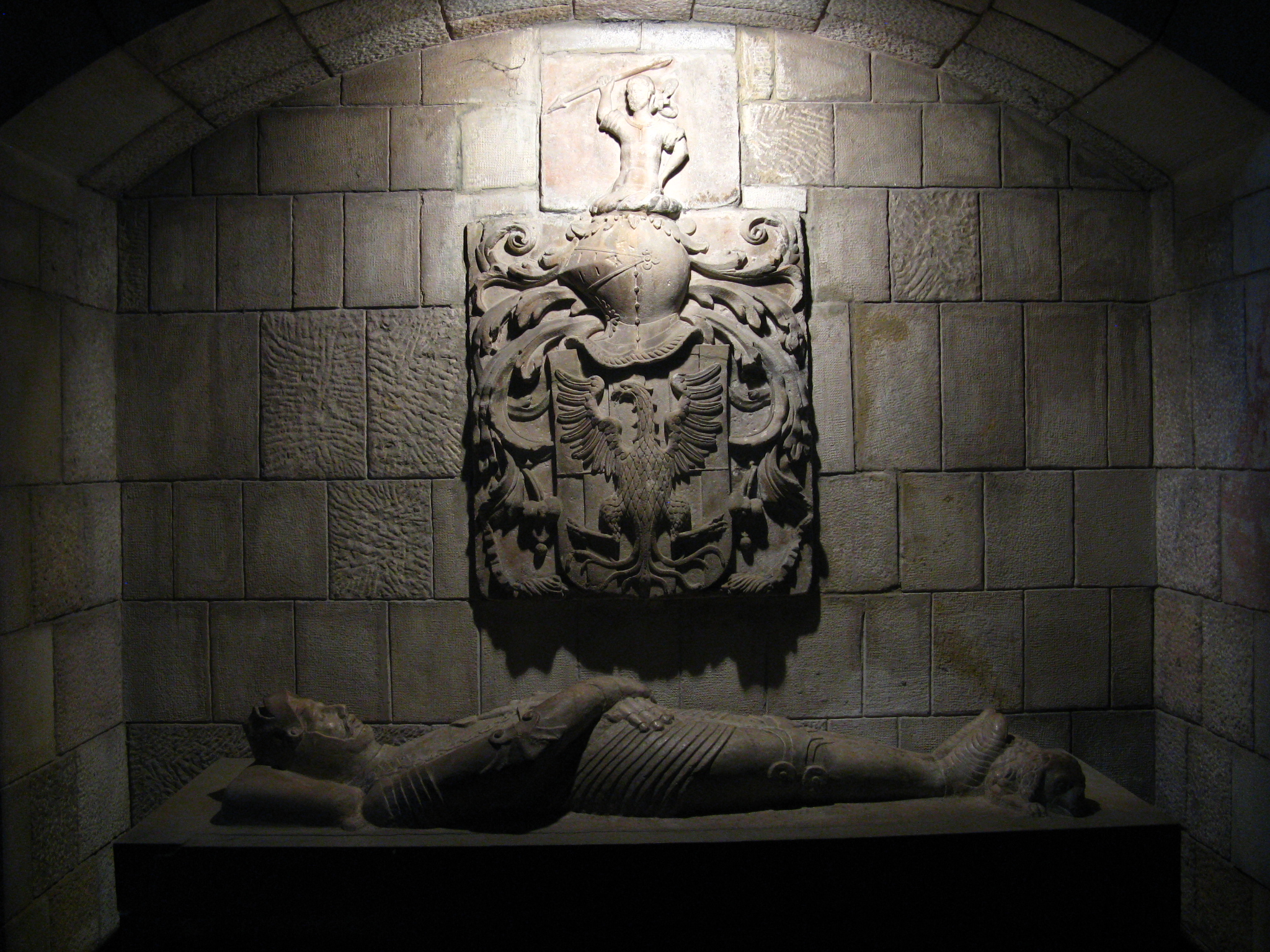
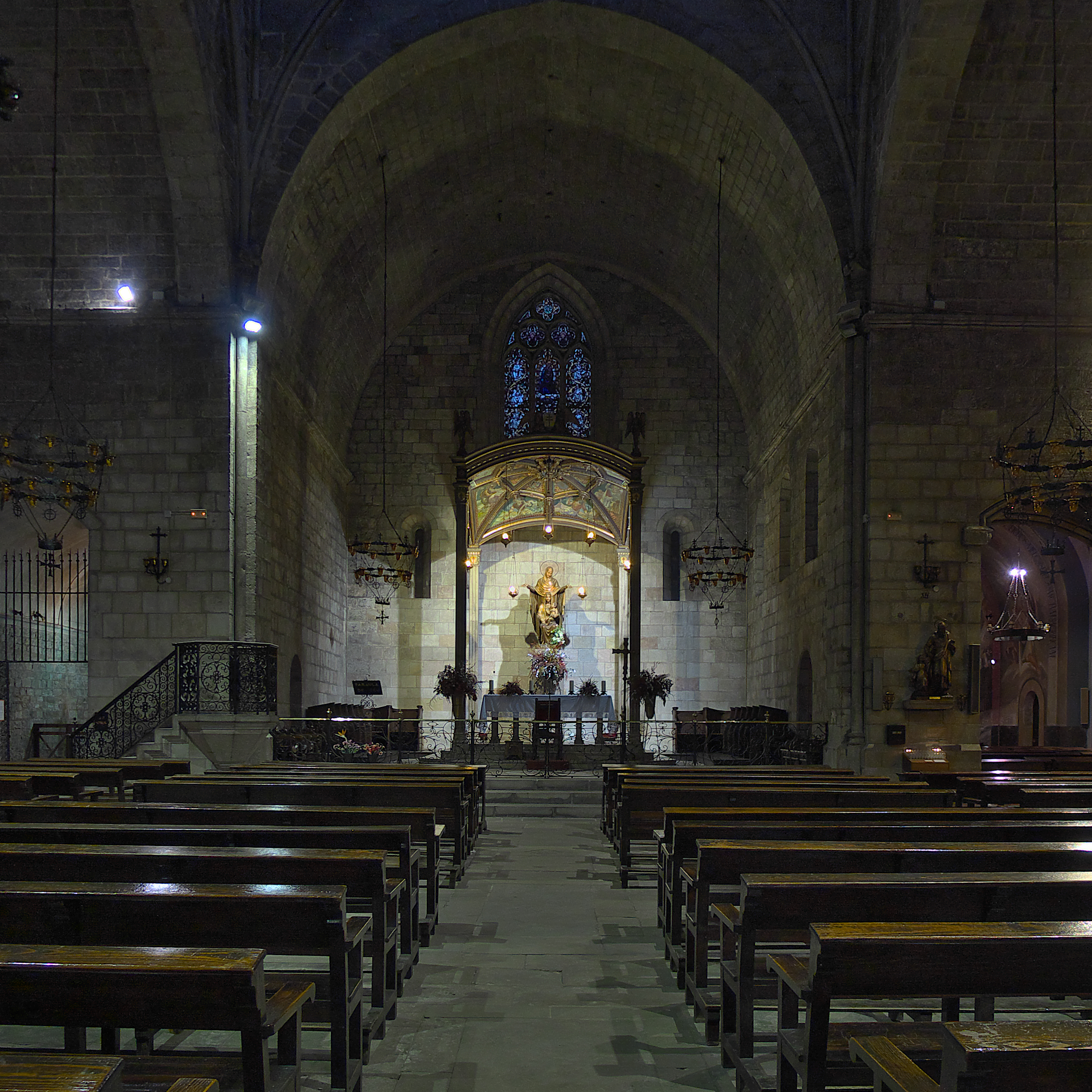
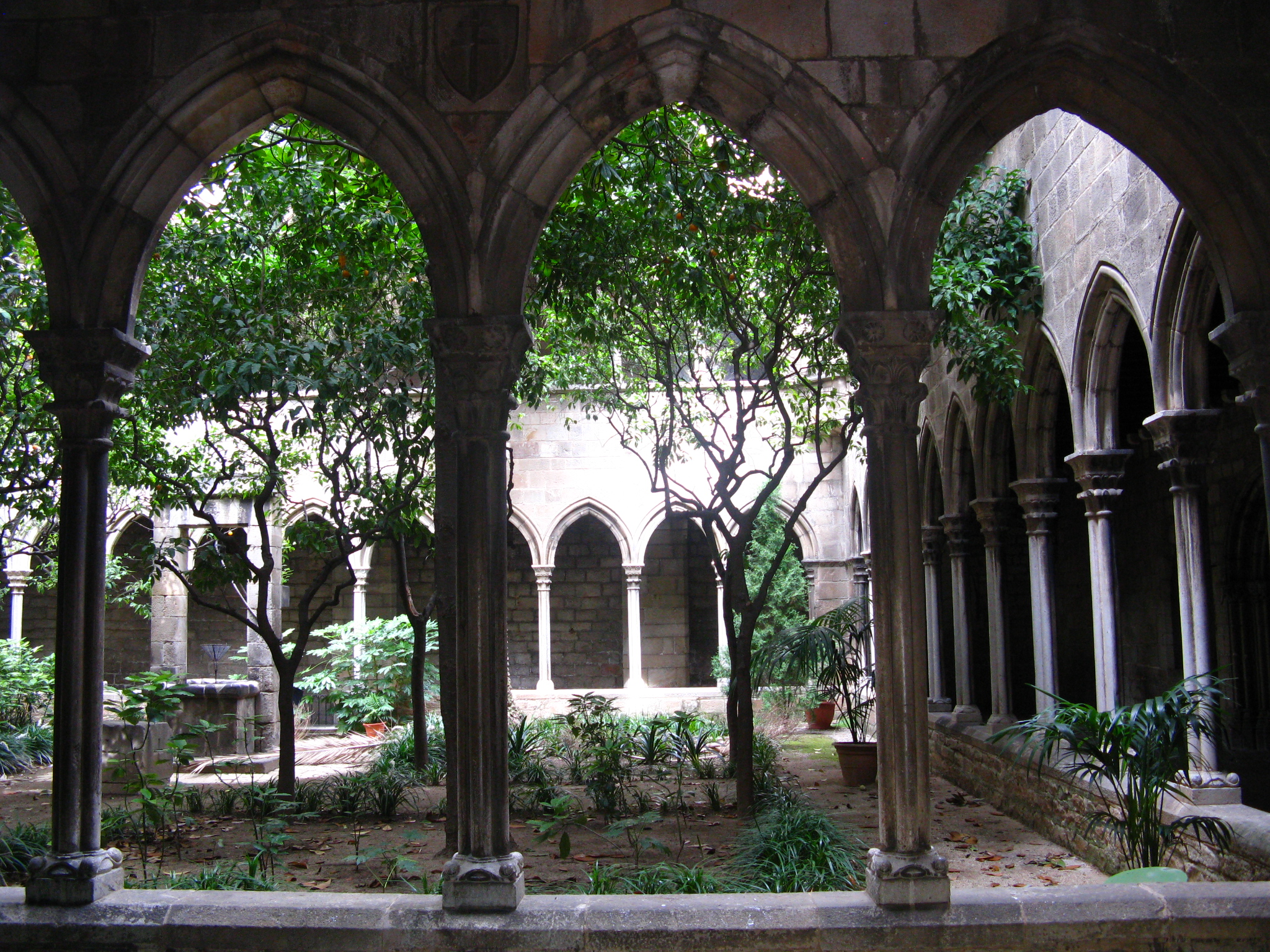
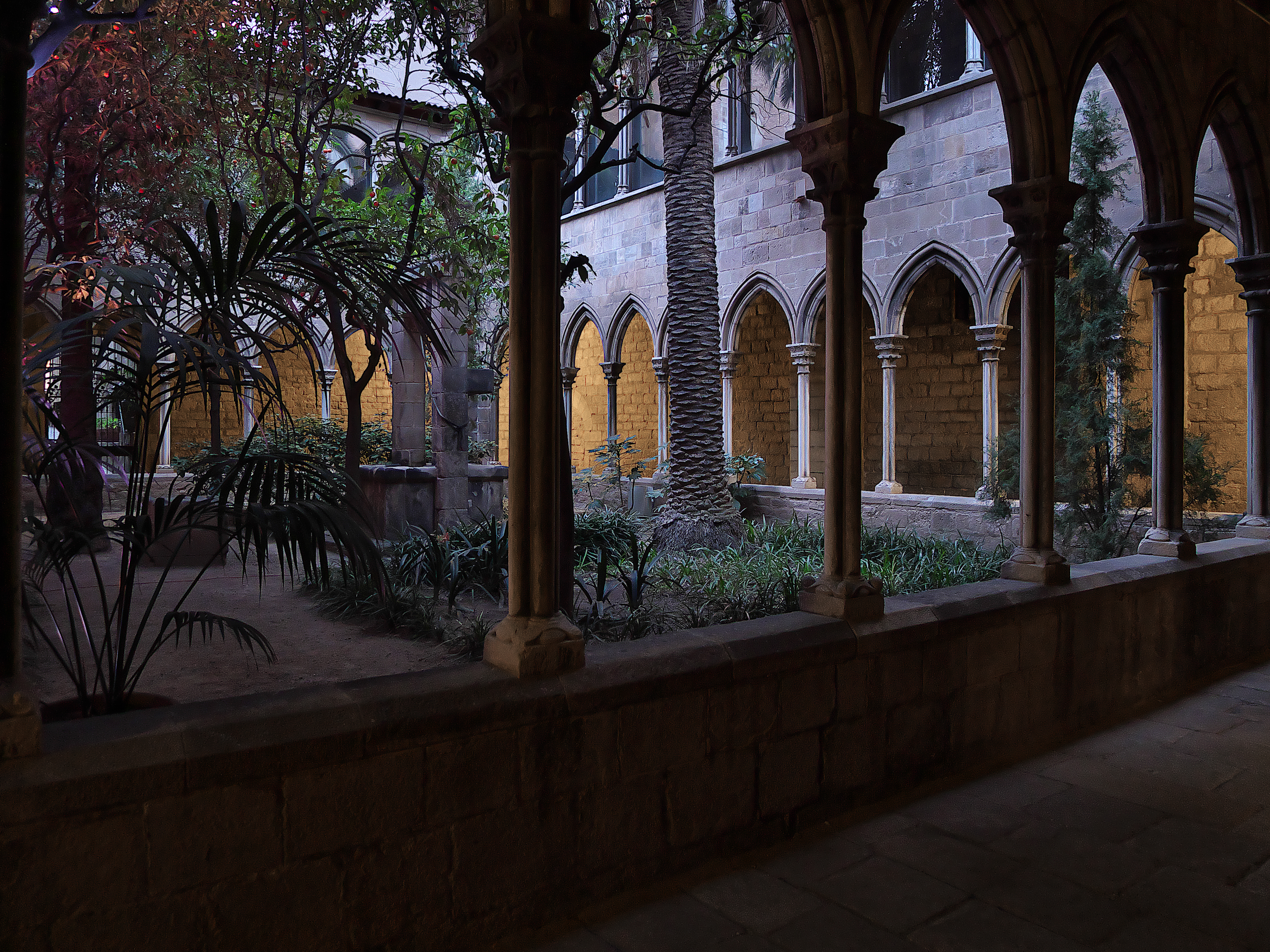

## SculptureJesus Homeless

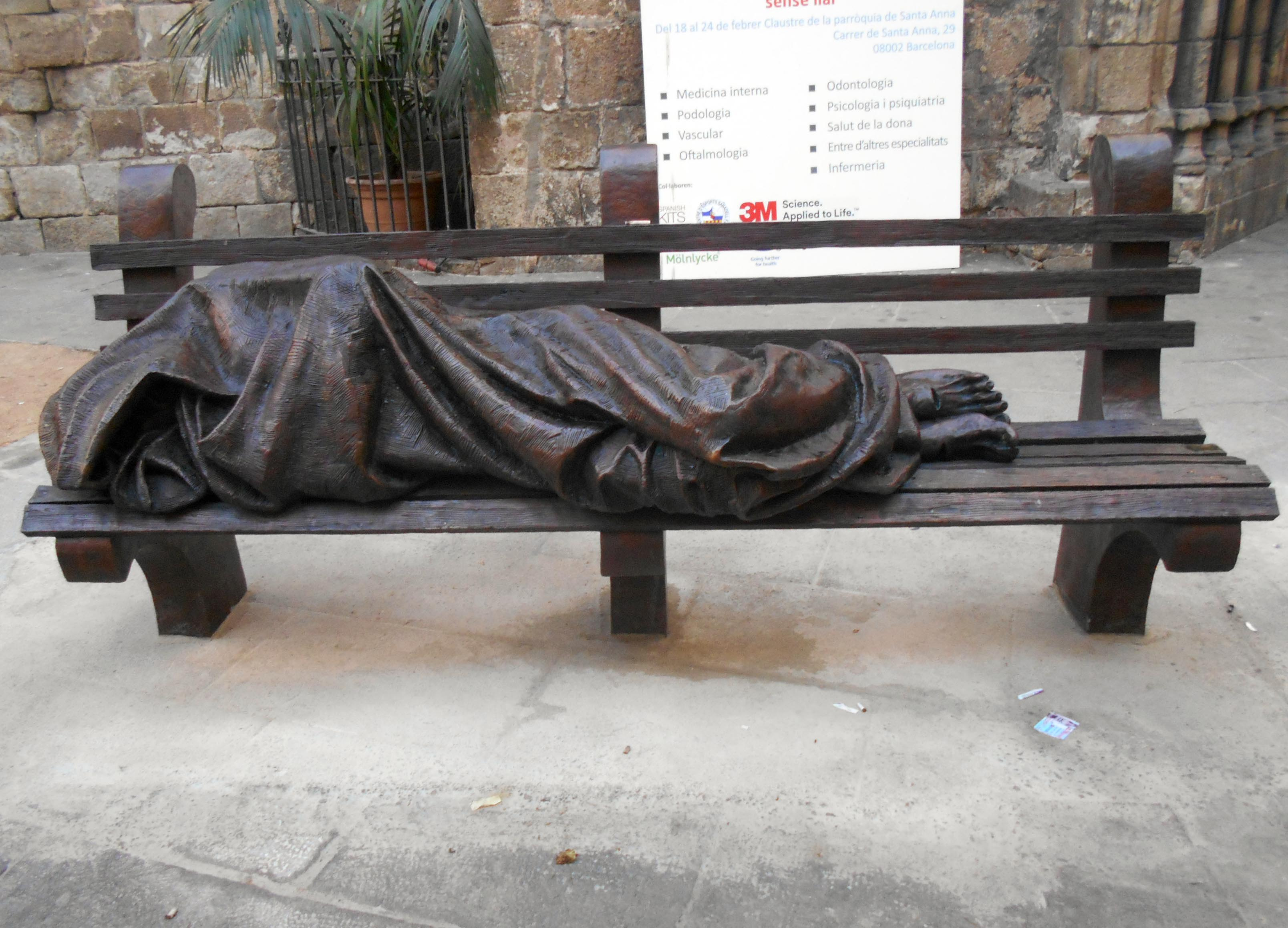
Jesus Homeless, de Timothy Schmalz (2019)

En 2019 il a été installé face à l'église la sculpture Jesus Homeless (Jésus sans domicile), œuvre du sculpteur canadien Timothy Schmalz, réplique d'un original élaboré en 2013 et situé à Toronto (Canada). Il représente Jésus de Nazareth, enveloppé avec une couverture et pieds nus, allongé sur un banc, afin de dénoncer la situation des personnes sans-abri.

## Source de traduction
- (es) Cet article est partiellement ou en totalité issu de l’article de Wikipédia en espagnol intitulé « Monasterio de Santa Ana (Barcelona) » (voir la liste des auteurs).